# Den lettisk-ortodokse kirke
Den lettisk-ortodokse kirke (lettisk: Latvijas Pareizticīgā Baznīca; russisk: Латвийская православная церковь, Latvijskaja pravoslavnaja tserkov) er en selvstyrende kristen ortodoks kirke underlagt Moskvas Patriakats jurisdiktion. Kirkens primas bærer titlen Riga og hele letlands metropolit (lettisk: Rīgas un visas Latvijas metropolīts; russisk: Митрополит Рижский и всея Латвии, Mitropolit Rizhskiy i vseya Latvii). Dette embede har siden den 27. oktober 1990 været besat af metropolit Alexander (Kudrjashov) (Aleksandrs Kudrjašovs).